# Spanische Männer-Handballnationalmannschaft
Die spanische Männer-Handballnationalmannschaft ist die von der königlichen spanischen Handballföderation (Real Federación Española de Balonmano, RFEBM) aufgestellte Nationalauswahl Spaniens im Handball der Männer.
Spanische Teams gewannen zwei Weltmeisterschaften (2005 und 2013) und zwei Europameisterschaften (2018 und 2020). Bei den Handballwettbewerben der Olympischen Spiele holten sie fünf Mal eine Bronzemedaille für den 3. Platz.

## Geschichte

### 1953–1958, Trainer: Alberto San Román
Das erste Länderspiel der von der Federación Española de Balonmano aufgestellten spanischen Mannschaft fand am 15. April 1953 in Madrid statt, Gegner des Freundschaftsspiels war die schwedische Auswahl. Das spanische Team verlor die Begegnung mit 12:23. Für Spanien traten die Spieler Espinosa, Santos, Romano, Bustamante, Alcántara, Villita, Acebal, Miracle, Franquesa, Pérez und Guardía an. Das zweite Spiel verlor man am 13. Dezember 1953 in Nantes gegen Frankreich (11:23), und auch das dritte Spiel, das am 20. März 1955 in Valencia wiederum gegen Frankreichs Auswahl ausgetragen wurde, ging verloren (15:27). Der erste Sieg gelang im vierten Länderspiel am 14. April 1956 in Barcelona gegen Portugal; Spanien gewann mit den Spielern Font, Sánchez, Casajuana, Peña, Cañadell, Blanco, Acebal, J. L. García, Zurdo, Guardía und Fontdevilla mit 14:9.
Trainer der Mannschaft war Alberto San Román.
Am 21. Juni 1957 nahm die Mannschaft erstmals an der Copa Latina teil.

### 1958–1967, Trainer: Domingo Bárcenas
Im Jahr 1958 wurde Domingo Bárcenas neuer Cheftrainer. Bei der Weltmeisterschaft 1958 spielte das Team in der Deutschen Demokratischen Republik (DDR) erstmals bei einer Weltmeisterschaft; die im Februar/März 1958 in Erfurt antretenden ersten spanischen Teilnehmer bei einer Weltmeisterschaft waren Espinosa, Font, Alcántara, Casajuana, Farrés, Fontdevila, J. L. García, Góngora, Maestre, Medina, Miracle, Orbe, Pregona und Villita. Die Weltmeisterschaft 1958 beendete Spanien auf Platz 12 (von 16 Teams), von drei Spielen gewann man eines. Für die folgenden vier Weltmeisterschaften konnte man sich nicht qualifizieren.

### 1967–1977, Trainer: José Antonio Roncero
Cheftrainer der Mannschaft war ab 1967 José Antonio Roncero. Er trainierte die Auswahl zwischen 1967 und 1977 in 71 Länderspielen. Die Auswahl Spaniens trat im September 1967 in Tunesien erstmals bei den Mittelmeerspielen im Handball an. Im Juni 1971 stand man auch erstmals bei der Jugoslawien-Trophäe auf dem Parkett, im November 1971 zum ersten Mal beim World Cup in Schweden. Im März 1972 qualifizierte sich die spanische Mannschaft für die Olympischen Spiele. Bei dem vorolympischen Turnier absolvierte die spanische Nationalauswahl am 17. März 1972 in Granollers ihr 100. Länderspiel. Von den fünf Spielen beim olympischen Turnier im August/September 1972 in München gewann das Team nur das letzte Spiel und belegte den 15. Platz. Für Spanien waren José Manuel Taure, José Faustino Villamarín, Francisco López, Santos Labaca, José Perramón, Javier García Cuesta, Juan Miguel Igartua, Juan Antonio Medina, Jesús Guerrero, Fernando de Andrés, Domingo Bárcenas, Vicente Ortega, Juan Morera, Antonio Andreu, Miguel Ángel Cascallana, Pitiu Rochel und Rafael Velilla die ersten Vertreter im olympischen Handball.
Für die achte Weltmeisterschaft, die 1974 wieder in der DDR stattfand, konnte sich das spanische Team 16 Jahre nach der letzten Teilnahme an einer Weltmeisterschaft wieder qualifizieren und belegte den 13. Platz. Im April 1975 wurde vom spanischen Handballverband erstmals das Torneo Internacional de España ausgetragen, bei dem Spanien auf den 2. Platz kam. Bei den Mittelmeerspielen desselben Jahres kam Spanien in Algerien ebenfalls auf den zweiten Platz. Man scheiterte jedoch in der Qualifikation für die Olympischen Spiele 1976. Im Februar/März 1977 spielte die Nationalmannschaft bei der B-Weltmeisterschaft in Österreich und, erstmals, im November beim Karpatenpokal in Baia Mare. Im Januar/Februar 1978 kam das Team bei der Weltmeisterschaft 1978 in Dänemark auf Platz 10.

### 1979–1985, Trainer: Emilio Alonso, Cruz María Ibero, Branislav Pokrajac
Trainer der Mannschaft war 1979/1980 Emilio Alonso. Im Februar/März 1979 trat das Team des spanischen Verbandes bei der B-Weltmeisterschaft im eigenen Land an und gewann das Turnier. Da sich der spanische Handballverband nicht am Olympiaboykott für die Spiele in Moskau beteiligte, konnte das spanische Team an den Olympischen Spielen 1980 teilnehmen; bei der zweiten Olympiateilnahme belegte Spanien Platz 5. Zwei Jahre später kam die Mannschaft in der Bundesrepublik Deutschland bei der Weltmeisterschaft 1982 auf Platz 8. In den Niederlanden trat sie dann im Februar/März 1983 bei der B-Weltmeisterschaft an. Die dritte Olympiateilnahme brachte den Spaniern Platz 8 bei den Spielen 1984 in Los Angeles, im Februar/März 1985 spielte die Mannschaft in Norwegen bei der B-Weltmeisterschaft. Bis 1985 trainierte erstmals Cruz María Ibero die Mannschaft. Auch Branislav Pokrajac war im Jahr 1985 kurzzeitig Trainer der Spanier.

### 1985–1988, Trainer: Juan de Dios Román
Juan de Dios Román übernahm das Training der Mannschaft ab 1985 erstmalig, er blieb bis 1988 in diesem Amt. Bei der neunten Auflage des Torneo Internacional de España im Januar 1986 in San Sebastián gewann Spanien erstmals das Turnier im eigenen Land. Die Teilnahme an der Weltmeisterschaft 1986 in der Schweiz endete im März 1986 mit Platz 5. Nach dem vorolympischen Turnier im August 1988 in Irún nahm die Mannschaft dann auch an den Olympischen Spielen 1988 in Seoul teil, wo sie den 10. Platz belegte. Ab Dezember 1988 hatte Emilio Alonso gemeinsam mit César Argilés das Traineramt inne. Im Februar/März 1989 nahm Spanien an der B-Weltmeisterschaft in Frankreich teil.

### 1989–1993, Trainer: Javier García
Im Jahr 1989 wurde Javier García Trainer im spanischen Verband. Die Weltmeisterschaft 1990 in der Tschechoslowakei endete im März 1990 wieder mit einem fünften Platz für Spaniens Team. Im Juli 1990 startete das Team in Seattle erstmals bei den Goodwill Games. Im November 1991 nahm Spanien erstmals am Supercup in Deutschland teil und gewann das Turnier. Im Folgejahr trat man zum fünften Mal bei Olympischen Spielen an, in Granollers belegte die Mannschaft bei den Olympischen Spielen 1992 Platz 5. Ebenfalls Platz 5 gab es bei der Weltmeisterschaft 1993 in Schweden.

### 1993–1995, Trainer: Cruz María Ibero
Trainer in den Jahren 1993 bis 1995 war Cruz María Ibero. Im Jahr 1993 konnte sich Spanien für die Teilnahme an der erstmaligen Austragung der Europameisterschaft qualifizieren. Bei der Europameisterschaft 1994 in Portugal kam das spanische Team auf Platz 5. Im Turnierverlauf wurde am 3. Juni 1994 das 500. Länderspiel Spaniens ausgetragen und mit 25:20 gegen Ungarn gewonnen. Im Mai 1995 in Island konnte die Mannschaft aus Spanien bei der Weltmeisterschaft 1995 nur den 11. Platz erreichen.

### 1995–2000, Trainer: Juan de Dios Román
Im Jahr 1995 wurde nochmals Juan de Dios Román Cheftrainer der spanischen A-Auswahl. Er hatte die Auswahl schon von 1985 bis 1988 betreut. Den Spaniern gelang im Mai 1996 bei der Europameisterschaft 1996 im eigenen Land der Gewinn der ersten Medaille bei einem großen Turnier; im Finale am 2. Juni unterlag man der russischen Nationalmannschaft (22:23). Eine weitere Medaille gab es im August 1996 bei den Olympischen Spielen 1996 in Atlanta, wo man Platz 3 erreichte. Die Weltmeisterschaft 1997 endete für Spanien dann mit dem 7. Platz; bei der Europameisterschaft 1998 in Italien konnte das Team zum zweiten Mal die Silbermedaille gewinnen; im Finale am 7. Juni 1998 unterlag man in Bozen der schwedischen Auswahl mit 23:25. Diesem zweiten Platz bei der Europameisterschaft folgte bei der in Ägypten ausgetragenen Weltmeisterschaft 1999 ein vierter Platz. Wieder auf einen Medaillenrang kam das Team bei der Europameisterschaft 2000 in Kroatien, bei der man den dritten Platz errang. Und auch bei den Olympischen Spielen im Jahr 2000 in Sydney gelang der Gewinn der Bronzemedaille.

### 2000–2004, Trainer: César Argilés
Neuer Cheftrainer wurde im November 2000 César Argilés, der das Amt auch schon 1988/1989 zusammen mit Emilio Alonso ausgeübt hatte. Dem Team gelang der 5. Platz bei der Weltmeisterschaft 2001 in Frankreich, bei der Europameisterschaft 2002 in Schweden Platz 7. Im Januar/Februar 2003 konnte das Team bei der Weltmeisterschaft 2003 in Portugal den vierten Platz belegen, im Januar 2004 bei der Europameisterschaft 2004 stand am Ende der 10. Platz zu Buche. Platz 7 wurde dann im August 2004 in Athen bei den Olympischen Spielen 2004 erreicht.

### 2004–2008, Trainer: Juan Carlos Pastor, Javier García
Juan Carlos Pastor wurde im Dezember 2004 zum Cheftrainer berufen. Bei der Weltmeisterschaft 2005 in Tunesien wurden die Spaniern erstmals Weltmeister. Im Finale schlug die Mannschaft am 6. Februar 2005 in Radès das kroatische Team mit 40:34. Die Goldmedaille erhielten José Javier Hombrados, Albert Rocas, Rubén Garabaya, Fernando Hernández, David Davis, Juanín García, Mariano Ortega, Alberto Entrerríos, Raúl Entrerríos, Rolando Uríos, Demetrio Lozano, Mateo Garralda, Juancho Pérez, David Barrufet, Iker Romero und Chema Rodríguez sowie der Trainer Juan Carlos Pastor. Im Juli 2005 gewann die spanische Mannschaft zum ersten Mal die Mittelmeerspiele, die in Spanien ausgetragen wurden. Im Folgejahr gewann Spaniens Auswahl bei der Europameisterschaft 2006 in der Schweiz wieder die Silbermedaille, das Finale ging mit 23:31 gegen Frankreich verloren. Beim letzten World Cup im Oktober 2006 belegte man Platz 7. Die Weltmeisterschaft 2007 in Deutschland beendete Spanen ebenfalls auf Platz 7, die in Norwegen ausgetragene Europameisterschaft 2008 auf Platz 9. Im September wurde Javier García Interims-Trainer der Nationalmannschaft, der das Team schon von 1989 bis 1993 betreut hatte. Er blieb Trainer bis Dezember des Jahres.

### 2008–2013, Trainer: Valero Rivera

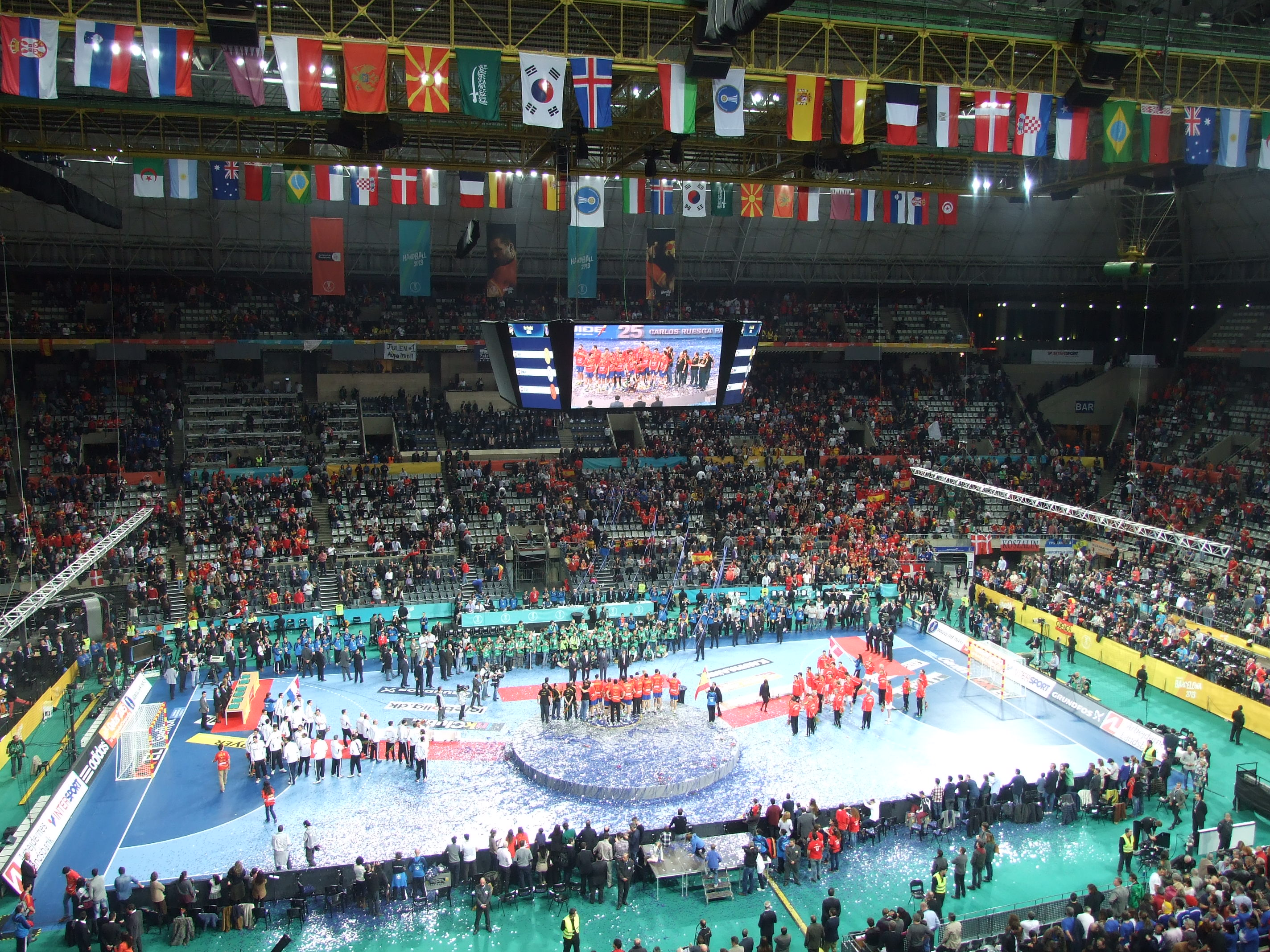
Spaniens Auswahl bei der Siegerehrung der Weltmeisterschaft 2013

Das Training der Mannschaft übernahm am 15. Dezember 2008 Valero Rivera. Bei den Olympischen Spielen 2008 in Peking konnte Spanien eine weitere olympische Bronzemedaille gewinnen. Es war das dritte Mal, dass Spanien den dritten Platz bei Olympia belegte. Diesem folgte bei der Weltmeisterschaft 2009 in Kroatien der 13. Platz. Im Jahr darauf gelang dann in Österreich bei der Europameisterschaft 2010 der 5. Platz, im Januar 2011 gewann Spanien bei der Weltmeisterschaft 2011 in Schweden die Bronzemedaille, ein Jahr später belegte die Mannschaft den 4. Platz bei der Europameisterschaft 2012 in Serbien. Beim olympischen Handballturnier 2012 in London kam Spanien auf Platz 7. Das Jahr 2013 brachte im Januar die Weltmeisterschaft 2013 in Spanien, bei der der spanischen Nationalmannschaft der zweite Titelgewinn gelang. Mit 35:19 gewann man am 27. Januar 2013 in Barcelona das Finalspiel gegen Dänemarks Auswahl.

### 2013–2016, Trainer: Manuel Cadenas, Chechu Villaldea
Ab April 2013 amtierte Manuel Cadenas als Cheftrainer, als sein Assistent arbeitete „Chechu“ Villaldea, der in drei Spielen als Cheftrainer agierte. Die Spanier gewannen die Bronzemedaille im Januar 2014 in Dänemark bei der Europameisterschaft 2014, bei der Joan Cañellas bester Torwerfer war. Die in Katar ausgetragene Weltmeisterschaft 2015 beendete Spanien als Vierter, die Europameisterschaft 2016 in Polen auf Platz 2.

### 2016–heute, Trainer: Jordi Ribera
Im September 2016 übernahm Jordi Ribera das Traineramt. Am 5. November 2016 wurde gegen die finnische Auswahl in Siuntio das 1000. Länderspiel absolviert und mit 36:21 gewonnen. Im Januar 2017 belegte die spanische Mannschaft Platz 5 bei der Weltmeisterschaft 2017 in Frankreich. Bei der Europameisterschaft 2018 wurde Spanien in Kroatien zum ersten Mal Europameister. Im Finale besiegte das Team am 28. Januar 2028 die schwedische Auswahl mit 29:23. Während das Team bei der nachfolgenden Weltmeisterschaft 2019 den 7. Platz belegte, gelang bei der in Norwegen, Österreich und Schweden ausgetragenen Europameisterschaft 2020 der zweite Gewinn des Europameistertitels. Die Weltmeisterschaft 2021 beendete Spanien als Dritter, auch bei den wegen der COVID-19-Pandemie ins Jahr 2021 verschobenen Olympischen Spielen 2020 in Tokio gewann man die Bronzemedaille. Im Januar 2022 wurde die spanische Nationalmannschaft bei der Europameisterschaft 2022 Zweiter, gegen Schweden verlor man das Finalspiel am 30. Januar 2022 in Budapest mit 26:27. Den ersten Platz belegte Spanien bei den Mittelmeerspielen 2022 in Oran, es war der zweite Gewinn dieses Turnier nach 2005. Spaniens Nationalauswahl gewann bei der in Polen und Schweden ausgetragenen Weltmeisterschaft 2023 am 29. Januar 2023 im Spiel gegen Schweden die Bronzemedaille. Das Team war durch den zweiten Platz bei der Europameisterschaft 2022 qualifiziert für die Teilnahme an der Europameisterschaft 2024, bei der die spanische Auswahl nach der Vorrunde ausschied und Platz 13 belegte. Aufgrund des 3. Platzes bei der Weltmeisterschaft 2023 nahm die spanische Auswahl am Qualifikationsturnier zu den Olympischen Spielen 2024 teil, bei dem sie die Teilnahme an den Olympischen Spielen 2024 erreichte; dort belegte die Olympia-Auswahl der RFEBM den 3. Platz. Die Auswahl der RFEBM zur Weltmeisterschaft 2025 schied nach der Hauptrunde aus dem Turnier aus und belegte den 18. Platz. Im Mai 2025 qualifizierte sich die Auswahl für die Teilnahme an der Europameisterschaft 2026.

## Länderspiele (aktuell)
Die spanische Nationalmannschaft bestritt bis April 2024 über 1150 Länderspiele, sowohl Pflichtspiele als auch Freundschaftsspiele.
Im Folgenden eine Auswahl der letzten Länderspiele der letzten zwölf Monate sowie bevorstehender Spiele.
| Nr. Anm. 1 | Datum             | Art Anm. 2 | Wettbewerb                           | Ort, Spielhalle                                                   | Zuschauer | Gegner      | S/U/V Anm. 3 | Ergebnis Anm. 4     | Anmerkungen |
| ---------- | ----------------- | ---------- | ------------------------------------ | ----------------------------------------------------------------- | --------- | ----------- | ------------ | ------------------- | --- |
| 1158       | 8. Mai 2024       | P          | Weltmeisterschaftsqualifikation 2025 | Lalín, Lalín Arena                                                | 3.000     | Serbien     | S            | 32:28 (15:14)       | – |
| 1159       | 12. Mai 2024      | P          | Weltmeisterschaftsqualifikation 2025 | Novi Sad, Spens Arena                                             | 5.500     | Serbien     | N            | 22:25 (11:15)       | Spanien qualifizierte sich für die Teilnahme an der Weltmeisterschaft 2025 |
| ohne       | 4. Juli 2024      |            | Turniervorbereitung                  | Montpellier, FDI Stadium                                          | ?         | Argentinien | S            | 32:26 (20:17)       | - |
| 1160       | 6. Juli 2024      | F          | Turniervorbereitung                  | Esplugues de Llobregat, Centro Deportivo Municipal de Las Moreras | ?         | Argentinien | S            | 40:29 (18:11)       | - |
| ohne       | 16. Juli 2024     |            | Turniervorbereitung                  | Hamar, Gjøvik Olympiske Fjellhall                                 | ?         | Norwegen    | N            | 29:35 (12:16)       | - |
| 1161       | 27. Juli 2024     | P          | Olympia 2024, Vorrunde               | Paris, Paris Arena Süd 6                                          | 5.776     | Slowenien   | S            | 25:22 (8:11)        | siehe Spanien bei Olympia 2024 |
| 1162       | 29. Juli 2024     | P          | Olympia 2024, Vorrunde               | Paris, Paris Arena Süd 6                                          | 5.764     | Schweden    | N            | 26:29 (11:11)       | siehe Spanien bei Olympia 2024 |
| 1163       | 31. Juli 2024     | P          | Olympia 2024, Vorrunde               | Paris, Paris Arena Süd 6                                          | 5.813     | Japan       | S            | 37:33 (20:18)       | siehe Spanien bei Olympia 2024 |
| 1164       | 2. August 2024    | P          | Olympia 2024, Vorrunde               | Paris, Paris Arena Süd 6                                          | 5.774     | Deutschland | N            | 31:33 (18:20)       | siehe Spanien bei Olympia 2024 |
| 1165       | 4. August 2024    | P          | Olympia 2024, Vorrunde               | Paris, Paris Arena Süd 6                                          | 5.723     | Kroatien    | S            | 32:31 (20:15)       | siehe Spanien bei Olympia 2024 |
| 1166       | 7. August 2024    | P          | Olympia 2024, Viertelfinale          | Lille, Stade Pierre-Mauroy                                        | 25.697    | Ägypten     | S            | 29:28 (25:25, 8:12) | siehe Spanien bei Olympia 2024 |
| 1167       | 9. August 2024    | P          | Olympia 2024, Halbfinale             | Lille, Stade Pierre-Mauroy                                        | 22.745    | Deutschland | N            | 24:25 (12:12)       | siehe Spanien bei Olympia 2024 |
| 1168       | 11. August 2024   | P          | Olympia 2024, Spiel um Platz 3       | Lille, Stade Pierre-Mauroy                                        | 17.242    | Slowenien   | S            | 23:22 (12:12)       | siehe Spanien bei Olympia 2024 |
| 1169       | 6. November 2024  | P          | Qualifikation EHF Euro 2026          | Sagunt, Pabellón Puerto de Sagunto                                | 3.000     | Italien     | S            | 31:30 (15:17)       | – |
| 1170       | 10. November 2024 | P          | Qualifikation EHF Euro 2026          | Jelgava, Zemgales Olimpiskais centrs                              | 1.200     | Lettland    | S            | 38:29 (20:15)       | – |
| 1171       | 8. Januar 2024    | P          | TIE 2025                             | Castelló, Polideportivo Ciudad de Castelló                        | 1.700     | Argentinien | S            | 32:18 (13:10)       | – |
| 1172       | 10. Januar 2024   | P          | TIE 2025                             | Castelló, Polideportivo Ciudad de Castelló                        | 2.400     | Slowakei    | S            | 34:30 (14:13)       | – |
| 1173       | 11. Januar 2024   | P          | TIE 2025                             | Castelló, Polideportivo Ciudad de Castelló                        | 3.700     | Norwegen    | S            | 33:31 (15:17)       | Spanien gewann das Turnier |
| 1174       | 16. Januar 2025   | P          | Weltmeisterschaft 2025, Vorrunde     | Oslo, Unity Arena                                                 | 644       | Chile       | S            | 31:22 (17:13)       | Fünf Spieler (Jan Gurri, Carlos Álvarez, Djordje Cikusa, Ian Barrufet und Javier Rodríguez) bestritten ihr erstes Spiel bei einer Weltmeisterschaft der Männer. → Spanien bei der Weltmeisterschaft 2025 |
| 1175       | 18. Januar 2025   | P          | Weltmeisterschaft 2025, Vorrunde     | Oslo, Unity Arena                                                 | 2.880     | Japan       | S            | 39:20 (20:11)       | Petar Cikusa bestritt sein erstes Spiel bei einer Weltmeisterschaft. → Spanien bei der Weltmeisterschaft 2025                                                                                            |
| 1176       | 20. Januar 2025   | P          | Weltmeisterschaft 2025, Vorrunde     | Oslo, Unity Arena                                                 | 2.446     | Schweden    | U            | 29:29 (11:16)       | → Spanien bei der Weltmeisterschaft 2025 |
| 1177       | 22. Januar 2025   | P          | Weltmeisterschaft 2025, Hauptrunde   | Oslo, Unity Arena                                                 | 5.508     | Norwegen    | N            | 24:25 (13:10)       | → Spanien bei der Weltmeisterschaft 2025 |
| 1178       | 24. Januar 2025   | P          | Weltmeisterschaft 2025, Hauptrunde   | Oslo, Unity Arena                                                 | 2.865     | Portugal    | N            | 29:35 (16:15)       | → Spanien bei der Weltmeisterschaft 2025 |
| 1179       | 26. Januar 2025   | P          | Weltmeisterschaft 2025, Hauptrunde   | Oslo, Unity Arena                                                 | 4.878     | Brasilien   | N            | 25:26 (13:14)       | Víctor Romero bestritt sein erstes Spiel bei einer Weltmeisterschaft. Spanien schied nach der Hauptrunde aus dem Turnier aus. → Spanien bei der Weltmeisterschaft 2025                                   |
| 1180       | 13. März 2025     | P          | Qualifikation EHF Euro 2026          | Kraljevo, Hala sportova u Kraljevu                                | 3.600     | Serbien     | N            | 25:27 (10:11)       | |
|            | 16. März 2025     | P          | Qualifikation EHF Euro 2026          | Ciudad Real, Palacio de la Diputación Provincial                  | 5.000     | Serbien     | S            | 28:26 (13:11)       | |
|            | 8. Mai 2025       | P          | Qualifikation EHF Euro 2026          | Fasano, Palazzetto dello Sport Fasano                             | 2.200     | Italien     | S            | 33:29 (16:14)       | Spanien qualifizierte sich für die Teilnahme an der Europameisterschaft 2026. |
|            | 11. Mai 2025      | P          | Qualifikation EHF Euro 2026          | Huesca, Palacio municipal de deportes de Huesca                   | 4.500     | Lettland    | S            | 41:25 (20:15)       | Marcos Fis bestritt sein erstes Spiel für die A-Auswahl. |
|            | 15. Januar 2026   | P          | Europameisterschaft 2026             | Herning, Jyske Bank Boxen                                         |           | Serbien     |              | –:– (–:–)           | |
|            | 17. Januar 2026   | P          | Europameisterschaft 2026             | Herning, Jyske Bank Boxen                                         |           | Österreich  |              | –:– (–:–)           | |
|            | 19. Januar 2026   | P          | Europameisterschaft 2026             | Herning, Jyske Bank Boxen                                         |           | Deutschland |              | –:– (–:–)           | |

Fußnoten

## Spieler

### Aktuelle Mannschaft
Die spanische Nationalmannschaft wird seit dem Jahr 2016 von Jordi Ribera trainiert. Co-Trainer ist seit 2019 César Montes.
Für die Qualifikationsspiele gegen Italien und Litauen im Mai 2025 berief Jordi Ribera im April folgende Spieler ins Aufgebot: Rodrigo Corrales, Xoan Ledo, Ian Tarrafeta, Imanol Garciandía, Djordje Cikusa, Marcos Fis, Agustín Casado, Daniel Dujshebaev, Jan Gurri, Aleix Gómez, Kauldi Odriozola, Miguel Sánchez-Migallón, Daniel Fernández, Ian Barrufet, Abel Serdio, Javier Rodríguez und Víctor Romero.

### Rekordspieler (nach Spielen)

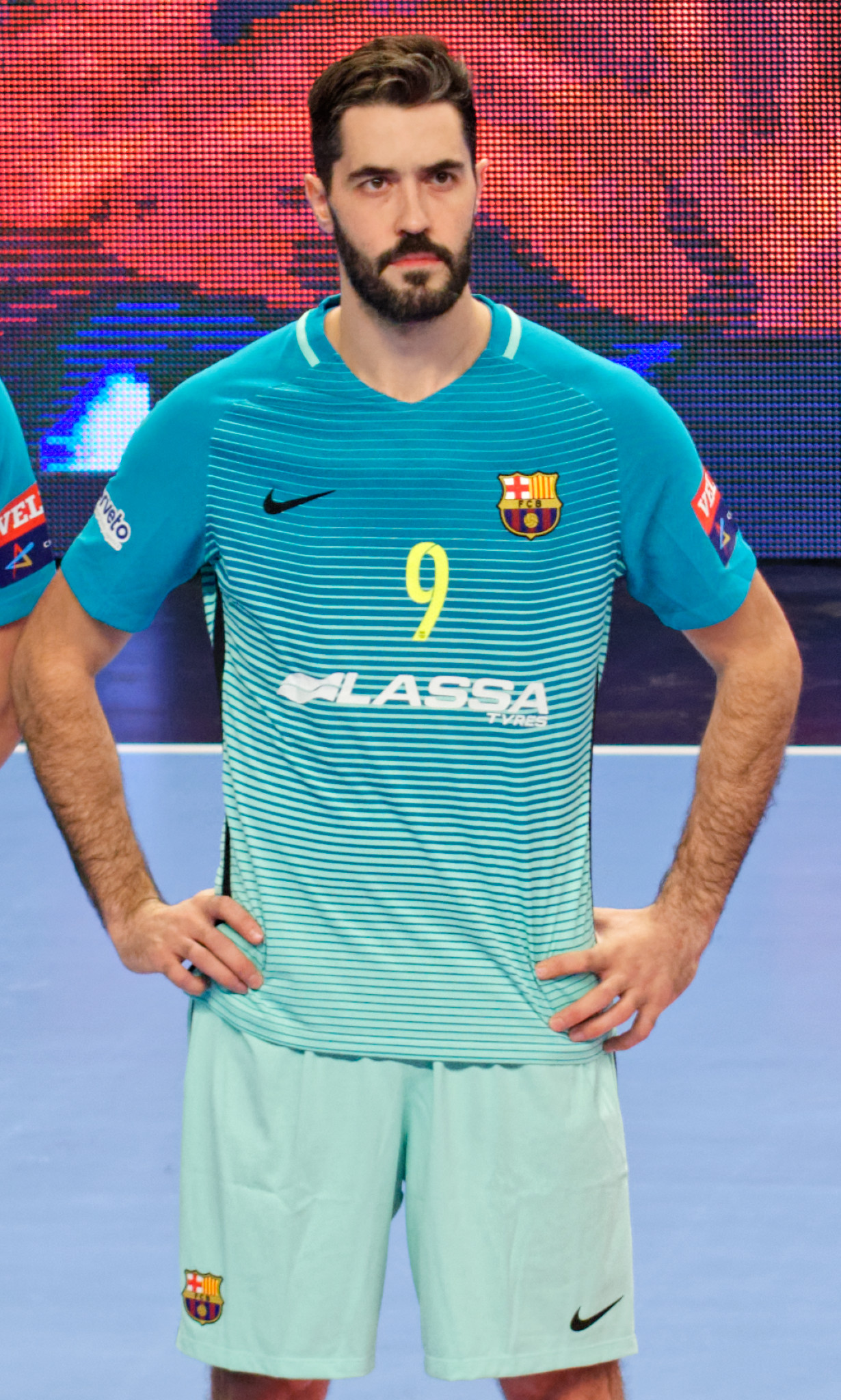
Raúl Entrerríos, Rekordnationalspieler der RFEBM

| Platz | Spieler            | Spiele | Tore | Position | Zeitraum  |
| ----- | ------------------ | ------ | ---- | -------- | --------- |
| 01    | Raúl Entrerríos    | 294    | 681  | RM       | 2003–2021 |
| 02    | David Barrufet     | 280    | 02   | TW       | 1990–2009 |
| 03    | José Hombrados     | 260    | 01   | TW       | 1994–2012 |
| 04    | Viran Morros       | 259    | 169  | RL       | 2003–2024 |
| 05    | Lorenzo Rico       | 245    | 01   | TW       | 1981–1995 |
| 06    | Juan Muñoz         | 243    | 701  | RL       | 1980–1992 |
| 07    | Alberto Entrerríos | 240    | 726  | RL       | 1997–2013 |
| 08    | Joan Cañellas      | 237    | 570  | RM, RL   | 2008–2024 |
| 09    | Mateo Garralda     | 233    | 593  | RR       | 1998–2007 |
| 10    | Eugenio Serrano    | 231    | 622  | RA       | 1979–1993 |

### Rekordspieler (nach Toren)

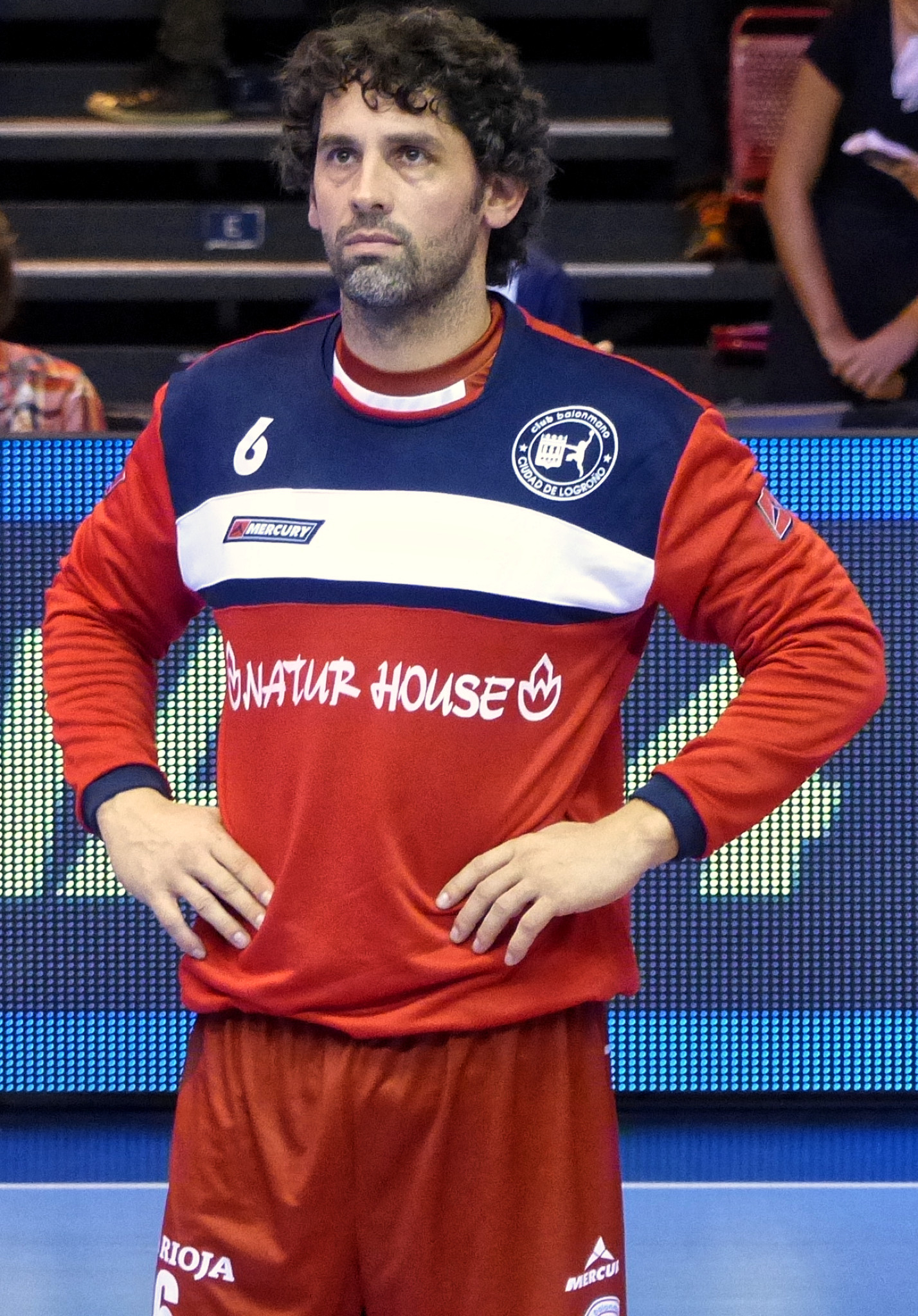
Juan García, Rekordtorschütze der RFEBM

| Platz | Spieler            | Spiele | Tore | Position | Zeitraum  |
| ----- | ------------------ | ------ | ---- | -------- | --------- |
| 01    | Juan García        | 206    | 822  | LA       | 2002–2013 |
| 02    | Iker Romero        | 200    | 753  | RM       | 2001–2014 |
| 03    | Alberto Entrerríos | 240    | 726  | RL       | 1997–2013 |
| 04    | Juan Muñoz         | 243    | 701  | RL       | 1980–1992 |
| 05    | Raúl Entrerríos    | 294    | 681  | RM       | 2003–2021 |
| 06    | Enric Masip        | 205    | 656  | RM       | 1989–2003 |
| 07    | Eugenio Serrano    | 231    | 622  | RA       | 1979–1993 |
| 08    | Albert Rocas       | 179    | 599  | RA       | 2003–2015 |
| 09    | Mateo Garralda     | 233    | 593  | RR       | 1998–2007 |
| 10    | Joan Cañellas      | 237    | 570  | RM, RL   | 2008–2024 |

### Spieler-Ehrungen
Die RFEBM ehrte im April 2018 Alberto Entrerríos für seine Verdienste in der Nationalmannschaft, indem sie die Rückennummer 2, unter der Entrerríos von 1997 bis 2013 aufgelaufen war, für Neuvergaben an andere Spieler sperrte.
Im März 2025 ehrte der spanische Handballverband Raúl Entrerríos, Jorge Maqueda, Viran Morros, Julen Aguinagalde, Daniel Sarmiento, Antonio García, Víctor Tomás, Valero Rivera und Cristian Ugalde als Hispanos de Leyenda (deutsch: spanische Legenden).

### Jüngste Spieler
| Spieler                 | Debüt am          | Alter beim Debüt      | letztes Spiel am |
| ----------------------- | ----------------- | --------------------- | ---------------- |
| Francesc López Balcells | 19. November 1966 | 17 Jahre und 129 Tage | 7. März 1982     |
| Djordje Cikusa          | 2. November 2023  | 17 Jahre und 329 Tage | noch aktiv       |
| Petar Cikusa            | 2. November 2023  | 17 Jahre und 329 Tage | noch aktiv       |
| Marcos Fis              | 11. Mai 2025      | 18 Jahre und 71 Tage  | noch aktiv       |

## Trainer

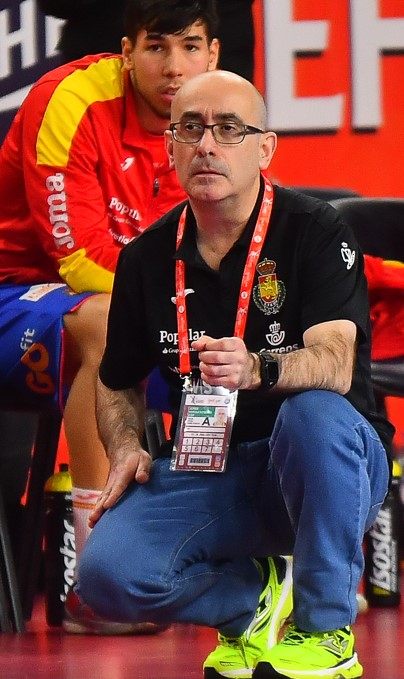
Jordi Ribera

Die spanische Nationalmannschaft wird seit dem Jahr 2016 von Jordi Ribera trainiert. Sein Vertrag läuft bis 2028.
Seine Vorgänger waren (in chronologischer Reihenfolge):
- Félix Sánchez Laulhe (Zeitraum unbekannt, drei Spiele)
- Alberto de San Román (1953–1956)[77]
- Domingo Bárcenas (1958–1981, u. a. Olympische Spiele 1972, in verschiedenen Funktionen)[78]
- José Roncero (1967–1978, in verschiedenen Funktionen)[79]
- Emilio Río (u. a. B-Weltmeisterschaft 1979, Olympische Spiele 1980)[80]
- Cruz María Ibero (?–1985, u. a. Olympische Spiele 1984)[81]
- Branislav Pokrajac (1985, u. a. B-Weltmeisterschaft 1985)[82]
- Juan de Dios Román (1985–1988, u. a. Olympische Spiele 1988)[83]
- Emilio Río und César Argilés (1989, B-Weltmeisterschaft)[84]
- Javier García Cuesta (1989–1993, u. a. WM 1990, Olympische Spiele 1992)[85]
- Valero Rivera (1993, Weltmeisterschaft 1993)[86]
- Cruz María Ibero (1993–1995, u. a. Europameisterschaft 1994, WM 1995)[87]
- Juan de Dios Román (1995–2000, u. a. Olympische Spiele 1996)[83]
- César Argilés (2000–2004, u. a. Olympische Spiele 2004)[88]
- Juan Carlos Pastor (2004–2008)[89]
- Javier García Cuesta (2008)[90]
- Valero Rivera (2008–2013)
- Manolo Cadenas (2013–2016)
- José Villaldea (2013–2016 Co-Trainer, drei Spiele als Cheftrainer)
- Jordi Ribera (seit 2016)

## Teilnahme an Wettbewerben

### Weltmeisterschaften
An 22 der 29 Weltmeisterschaften nahm eine spanische Nationalmannschaft teil.
| Jahr | Gastgeber                  | Teams | Platz | Mannschaft | Trainer                       | Anmerkungen |
| ---- | -------------------------- | ----- | ----- | --- | ----------------------------- | --- |
| 1958 | DDR                        | 16    | 12.   | Espinosa, Martín Font, José Alcántara, Antoni Casajuana, Carlos Fabrés, Josep Fontdevila, José Luis Garcia, Eduardo Góngora, Valentín Maestre, Miguel Medina, Lluís Miracle, Rafael Orbe, Francesc Pregona, Villita | ?                             | – |
| 1974 | DDR                        | 16    | 13.   | José Perramón, Andreu, Javier García, José Villamarín, Joan Morera, José Sagarribay, Juan Medina, Miguel Cascallana, Fernando De Andrés, José Taure, Francisco López, Pitiu Rochel, Vicente Vila, José Llaneza | ?                             | – |
| 1978 | Dänemark                   | 16    | 10.   | José Perramón, José Paragoaga, Jesús Albisu, Fernando De Andrés, Mario Hernández, Francisco López, Juan Uría, José Rosell, Juan de la Puente, Manuel Cinca, Cecilio Suárez, José Andrade, Juan López, José Novoa, Mario Dieguez, Gregorio Pelayo, Miguel Cascallana                                                               | ?                             | – |
| 1982 | BRD                        | 16    | 08.   | Lorenzo Rico, Juan de Miguel, Juan Muñoz, Juan de la Puente, Eugenio Castelvi, José Novoa, Juan Uría, Agustín Milián, Eugenio Serrano, Gregorio Pelayo, Jaime Puig, Francisco Parrilla, Vicente Calabuig, Francesc López, Rafael López                                                                                            | ?                             | Juan Uría war mit 35 Toren der fünftbeste Torwerfer. |
| 1986 | Schweiz                    | 16    | 05.   | Lorenzo Rico, Miguel Zúñiga, Javier Cabanas, Juan Muñoz, Javier Reino, Juan de la Puente, Jesús Fernández, José Novoa, Julián Ruiz, Eugenio Serrano, Rafael López, Jaime Puig | Juan de Dios Román            | – |
| 1990 | Tschechoslowakei           | 16    | 05.   | Jaume Fort, Javier Cabanas, Juan Muñoz, Javier Reino, Ricardo Marín, Mateo Garralda, Fernando Barbeito, Eugenio Serrano, Lorenzo Rico, Luis García, Aleix Franch, Ángel Hermida | Javier García                 | Aleix Franch war mit 36 Toren achtbester Torschütze des Turniers. |
| 1993 | Schweden                   | 16    | 05.   | Javier Cabanas, Òscar Grau, Xavier O’Callaghan, José Villaldea, Iñaki Urdangarin, Enric Masip, Mateo Garralda, Eugenio Serrano, Lorenzo Rico, Fernando Bolea, Xavier Rekondo, David Barrufet, Fernando Barbeito, Jaume Fort, Juan Alemany, José Pare                                                                              | Valero Rivera                 | Lorenzo Rico und Mateo Garralda wurden in das All-Star-Team gewählt. Rico war bester Torhüter, Garralda war mit 38 Treffern fünftbester Torwerfer des Turniers.                                                   |
| 1995 | Island                     | 24    | 11.   | Jaume Fort, Enric Masip, Alberto Urdiales, Ricardo Marín, Talant Dujshebaev, Juan Domínguez, Jesús Olalla, Juan Alemany, Mateo Garralda, Aitor Etxaburu, Iñaki Ordoñez, David Barrufet, Luis García, Jordi Fernández, Lorenzo Rico                                                                                                | Cruz Ibero                    | Talant Dujshebaev wurde in das All-Star-Team gewählt. |
| 1997 | Japan                      | 24    | 07.   | Jaume Fort, Jordi Núñez, David Barrufet, Enric Masip, Salvador Esquer, Rafael Guijosa, Carlos Ortega, Raúl González, Iñaki Urdangarin, Jesús Olalla, Mateo Garralda, Talant Dujshebaev, Demetrio Lozano, Alberto Urdiales, Juancho Pérez, Jesús Fernández                                                                         | Juan de Dios Román            | Talant Dujshebaev wurde in das All-Star-Team und als Most Valuable Player gewählt. |
| 1999 | Ägypten                    | 24    | 04.   | Jaume Fort, Antonio Ugalde, Jordi Núñez, Demetrio Lozano, Alberto Urdiales, Mariano Ortega, Andrei Xepkin, Rafael Guijosa, Iñaki Urdangarin, Jesús Olalla, Talant Dujshebaev, Juancho Pérez, Alberto Entrerríos, Pérez Canca, Carlos Ortega, David Barrufet                                                                       | Juan de Dios Román            | Rafael Guijosa wurde in das All-Star-Team gewählt. Mit 50 Toren war er zudem zweitbester Torwerfer. |
| 2001 | Frankreich                 | 24    | 05.   | José Hombrados, Antonio Ugalde, Andrei Xepkin, Manuel Colón, Enric Masip, Jesús Olalla, Mateo Garralda, Talant Dujshebaev, Fernando Hernández, David Barrufet, Alberto Entrerríos, Carlos Ortega, Demetrio Lozano, David Davis, Jorge Martínez, Raúl González                                                                     | César Argilés                 | David Barrufet wurde ins All-Star-Team gewählt. |
| 2003 | Portugal                   | 24    | 04.   | José Hombrados, Juanín García, Carlos Prieto, Enric Masip, Xavier O’Callaghan, Jesús Olalla, Talant Dujshebaev, Mariano Ortega, Fernando Hernández, Juancho Pérez, David Barrufet, Alberto Entrerríos, Iker Romero, Carlos Ortega, Manuel Colón, Mateo Garralda                                                                   | César Argilés                 | Enric Masip wurde in das All-Star-Team des Turniers gewählt. José Hombrados wurde viertbester Torhüter. |
| 2005 | Tunesien                   | 24    | 01.   | José Hombrados, Alberto Entrerríos, Albert Rocas, Raúl Entrerríos, Rubén Garabaya, Rolando Uríos, Mateo Garralda, Fernando Hernández, David Davis, Juanín García, Iker Romero, Mariano Ortega, Chema Rodríguez, David Barrufet, Juancho Pérez, Demetrio Lozano                                                                    | Juan Carlos Pastor            | Spanien wurde erstmals Weltmeister. Beim Turnier wurde Mateo Garralda in das All-Star-Team gewählt, Juanín García war mit 55 Toren fünftbester Torschütze der Weltmeisterschaft.                                  |
| 2007 | Deutschland                | 24    | 07.   | José Hombrados, Alberto Entrerríos, Rolando Uríos, Raúl Entrerríos, Rubén Garabaya, Ion Belaustegui, Mateo Garralda, Roberto García, Juancho Pérez, David Davis, David Barrufet, Juanín García, Iker Romero, Chema Rodríguez, Víctor Tomás, Demetrio Lozano                                                                       | Juan Carlos Pastor            | – |
| 2009 | Kroatien                   | 24    | 13.   | José Hombrados, Alberto Entrerríos, Cristian Ugalde, Albert Rocas, Joan Cañellas, Rubén Garabaya, Juan Andreu, Víctor Hugo López, Viran Morros, José Manuel Sierra, Óscar Perales, David Barrufet, Juanín García, Carlos Ruesga, Víctor Tomás, Iker Romero                                                                        | Valero Rivera                 | – |
| 2011 | Schweden                   | 24    | 03.   | José Hombrados, Alberto Entrerríos, Eduardo Gurbindo, Albert Rocas, Jorge Maqueda, Rubén Garabaya, Raúl Entrerríos, Julen Aguinagalde, Roberto García, Cristian Ugalde, Arpad Šterbik, Juanín García, Iker Romero, Chema Rodríguez, Joan Cañellas, Viran Morros                                                                   | Valero Rivera, Manuel Montoya | siehe Spanien bei der Weltmeisterschaft 2011 |
| 2013 | Spanien                    | 24    | 01.   | Alberto Entrerríos, Albert Rocas, Jorge Maqueda, Víctor Tomás, Daniel Sarmiento, José Manuel Sierra, Julen Aguinagalde, Arpad Šterbik, Joan Cañellas, Ángel Montoro, Viran Morros, Carlos Ruesga, Antonio García, Valero Rivera, Aitor Ariño, Gedeón Guardiola                                                                    | Valero Rivera, Manuel Montoya | Spanien wurde zum zweiten Mal Weltmeister. Julen Aguinagalde und Alberto Entrerríos wurden in das All-Star-Team gewählt. José Manuel Sierra war viertbester Torhüter des Turniers.                                |
| 2015 | Katar                      | 24    | 04.   | Albert Rocas, Jorge Maqueda, Víctor Tomás, Raúl Entrerríos, José Manuel Sierra, Julen Aguinagalde, Cristian Ugalde, Juan Andreu, Chema Rodríguez, Joan Cañellas, Viran Morros, Antonio García, Valero Rivera, Gedeón Guardiola, Gonzalo Pérez de Vargas, Alex Dujshebaev                                                          | Manolo Cadenas                | Valero Rivera war mit 47 Toren der sechstbeste Torwerfer des Turniers. Er wurde in das All-Star-Team gewählt. |
| 2017 | Frankreich                 | 24    | 05.   | Eduardo Gurbindo, Ángel Fernández, Valero Rivera, Víctor Tomás, Raúl Entrerríos, Alex Dujshebaev, Daniel Sarmiento, Julen Aguinagalde, Joan Cañellas, Viran Morros, Gedeón Guardiola, Iosu Goñi, Gonzalo Pérez de Vargas, Rodrigo Corrales, David Balaguer, Álex Costoya, Adrià Figueras                                          | Jordi Ribera                  | Rodrigo Corrales war siebtbester Torhüter des Turniers. |
| 2019 | Dänemark Deutschland       | 24    | 07.   | Eduardo Gurbindo, Ángel Fernández, Raúl Entrerríos, Alex Dujshebaev, Daniel Sarmiento, Julen Aguinagalde, Arpad Šterbik, Joan Cañellas, Viran Morros, Aleix Gómez, Aitor Ariño, Gedeón Guardiola, Iosu Goñi, Gonzalo Pérez de Vargas, Rodrigo Corrales, Ferrán Solé, Adrià Figueras, Daniel Dujshebaev                            | Jordi Ribera                  | Ferrán Solé wurde ins All-Star-Team gewählt. Er war mit 58 Treffern drittbester Torwerfer. |
| 2021 | Ägypten                    | 32    | 03.   | Gonzalo Pérez de Vargas, Jorge Maqueda, Ángel Fernández, Raúl Entrerríos, Alex Dujshebaev, Daniel Sarmiento, Rodrigo Corrales, Ferrán Solé, Adrià Figueras, Joan Cañellas, Viran Morros, Aleix Gómez, Aitor Ariño, Gedeón Guardiola, Rubén Marchán, Daniel Dujshebaev, Sergey Hernández, Iosu Goñi                                | Jordi Ribera                  | – |
| 2023 | Polen Schweden             | 32    | 03.   | Gonzalo Pérez de Vargas, Rodrigo Corrales, Ángel Fernández, Daniel Fernández, Ferrán Solé, Kauldi Odriozola, Gedeón Guardiola, Adrià Figueras, Iñaki Peciña, Abel Serdio, Miguel Sánchez-Migallón, Daniel Dujshebaev, Joan Cañellas, Alex Dujshebaev, Jorge Maqueda, Imanol Garciandia, Agustín Casado, Ian Tarrafeta, Pol Valera | Jordi Ribera                  | Ángel Fernández und Alex Dujshebaev wurden in das All-Star-Team des Turniers berufen. A. Dujshebaev war mit 44 Toren sechstbester Werfer der Weltmeisterschaft. siehe auch Spanien bei der Weltmeisterschaft 2023 |
| 2025 | Kroatien Dänemark Norwegen | 32    | 18.   | Gonzalo Pérez de Vargas, Sergey Hernández, Ian Tarrafeta, Petar Cikusa, Alex Dujshebaev, Imanol Garciandía, Djordje Cikusa, Jan Gurri, Agustín Casado, Daniel Dujshebaev, Miguel Sánchez-Migallón, Daniel Fernández, Ian Barrufet, Abel Serdio, Víctor Romero, Javier Rodríguez, Ferrán Solé, Carlos Álvarez                      | Jordi Ribera                  | siehe auch Spanien bei der Weltmeisterschaft 2025 |

### Europameisterschaften
An allen 16 Europameisterschaften nahm eine spanische Nationalmannschaft teil.
| Jahr | Gastgeber                    | Teams | Platz | Mannschaft | Trainer                       | Anmerkungen |
| ---- | ---------------------------- | ----- | ----- | --- | ----------------------------- | --- |
| 1994 | Portugal                     | 12    | 05.   | Jaume Fort, Lorenzo Rico, Enric Masip, Salvador Esquer, José Villaldea, Iñaki Urdangarin, Jesús Olalla, Juan Alemany, Alberto Urdiales, Fernando Bolea, Jaime García, Aitor Etxaburu, Aleix Franch, Jordi Fernández | Cruz Ibero                    | – |
| 1996 | Spanien                      | 12    | 02.   | Jaume Fort, Jordi Núñez, José Hombrados, Enric Masip, Salvador Esquer, Rafael Guijosa, Raúl González, Jesús Olalla, Mateo Garralda, Fernando Hernández, Juancho Pérez, Talant Dujshebaev, Jesús Fernández, Alberto Urdiales, Aitor Etxaburu, Demetrio Lozano                                                                                   | Juan de Dios Román            | Talant Dujshebaev wurde als bester Spieler ausgezeichnet; mit 38 Toren war er zudem drittbester Torwerfer. Jaume Fort wurde in das All-Star-Team gewählt.                                                                                              |
| 1998 | Italien                      | 12    | 02.   | Jaume Fort, Jordi Núñez, David Barrufet, Antonio Ugalde, Andrei Xepkin, Rafael Guijosa, Pérez Canca, Demetrio Lozano, Jesús Olalla, Talant Dujshebaev, Alberto Martín, Juancho Pérez, Carlos Ortega, Mariano Ortega, José Delgado, Alberto Urdiales                                                                                            | Juan de Dios Román            | Rafael Guijosa war mit 38 Treffern der sechstbeste Torwerfer des Turniers. Talant Dujshebaev und Andrei Xepkin wurden ins All-Star-Team gewählt. |
| 2000 | Kroatien                     | 12    | 03.   | Jaume Fort, Antonio Ugalde, Andrei Xepkin, Rafael Guijosa, Enric Masip, Iñaki Urdangarin, Jesús Olalla, Talant Dujshebaev, Demetrio Lozano, Jordi Núñez, Juancho Pérez, David Barrufet, Carlos Ortega, Mariano Ortega, Alberto Entrerríos, Alberto Urdiales                                                                                    | Juan de Dios Román            | Mit 32 Treffern war Rafael Guijosa siebtbester Torwerfer des Turniers. Er wurde, wie auch Andrei Xepkin, in das All-Star-Team gewählt. |
| 2002 | Schweden                     | 16    | 07.   | José Hombrados, David Barrufet, Carlos Prieto, Rafael Guijosa, Xavier O’Callaghan, Jesús Olalla, Mateo Garralda, Demetrio Lozano, Fernando Hernández, Juancho Pérez, Manuel Colón, Alberto Entrerríos, Iker Romero, Carlos Ortega, Santiago Urdiales                                                                                           | César Argilés                 | – |
| 2004 | Slowenien                    | 16    | 10.   | José Hombrados, Alberto Entrerríos, Carlos Prieto, Raúl Entrerríos, Xavier O’Callaghan, Ion Belaustegui, Mariano Ortega, Demetrio Lozano, Fernando Hernández, Rubén Garabaya, Juancho Pérez, David Barrufet, Juanín García, Iker Romero, Jesús Fernández, Roberto García Parrondo                                                              | César Argilés                 | – |
| 2006 | Schweiz                      | 16    | 02.   | José Hombrados, Alberto Entrerríos, Rolando Uríos, Albert Rocas, Rubén Garabaya, Julio Fis, Juancho Pérez, David Davis, David Barrufet, Juanín García, Iker Romero, Chema Rodríguez, Ion Belaustegui, Mariano Ortega, Demetrio Lozano, Mateo Garralda                                                                                          | Juan Carlos Pastor            | Iker Romero warf bei dem Turnier 46 Tore und war damit der siebtbeste Torwerfer. Romero und Rolando Uríos wurden ins All-Star-Team gewählt. |
| 2008 | Norwegen                     | 16    | 09.   | José Hombrados, Alberto Entrerríos, Albert Rocas, Raúl Entrerríos, Rubén Garabaya, Ion Belaustegui, José Manuel Sierra, David Davis, Juanín García, Iker Romero, Mariano Ortega, Chema Rodríguez, Julen Aguinagalde, Asier Antonio, Carlos Ruesga, Roberto García Parrondo                                                                     | Juan Carlos Pastor            | siehe Spanien bei der Europameisterschaft 2008 |
| 2010 | Österreich                   | 16    | 06.   | José Hombrados, Alberto Entrerríos, Eduardo Gurbindo, Rubén Garabaya, Carlos Prieto, Víctor Tomás, Raúl Entrerríos, Julen Aguinagalde, Cristian Ugalde, Arpad Šterbik, Juanín García, Iker Romero, Cristian Malmagro, Chema Rodríguez, Mikel Aguirrezabalaga, Viran Morros, José Manuel Sierra                                                 | Valero Rivera, Manuel Montoya | – |
| 2012 | Serbien                      | 16    | 04.   | José Hombrados, Alberto Entrerríos, Eduardo Gurbindo, Jorge Maqueda, Víctor Tomás, Raúl Entrerríos, Daniel Sarmiento, José Manuel Sierra, Julen Aguinagalde, Roberto García, Cristian Ugalde, Juanín García, Iker Romero, Joan Cañellas, Viran Morros, Gedeón Guardiola                                                                        | Valero Rivera, Manuel Montoya | – |
| 2014 | Dänemark                     | 16    | 03.   | Eduardo Gurbindo, Albert Rocas, Jorge Maqueda, Víctor Tomás, Raúl Entrerríos, Daniel Sarmiento, José Manuel Sierra, Cristian Ugalde, Juan Andreu, Joan Cañellas, Viran Morros, Carlos Ruesga, Antonio García, Valero Rivera, Gedeón Guardiola, Gonzalo Pérez de Vargas, Julen Aguinagalde                                                      | Manolo Cadenas                | Joan Cañellas warf beim Turnier 50 Tore und war damit der beste Torwerfer, Víctor Tomás kam mit 31 Toren auf Platz 10 der Torjägerliste. Julen Aguinagalde wurde in das All-Star-Team gewählt.                                                         |
| 2016 | Polen                        | 16    | 02.   | Eduardo Gurbindo, Jorge Maqueda, Víctor Tomás, Raúl Entrerríos, Julen Aguinagalde, Cristian Ugalde, Arpad Šterbik, Joan Cañellas, Viran Morros, Antonio García, Valero Rivera, Gedeón Guardiola, Gonzalo Pérez de Vargas, Niko Mindegía, Juan del Arco, Alex Dujshebaev, Rafael Baena                                                          | Manolo Cadenas                | Valero Rivera war mit 62 Toren erfolgreichster Torwerfer des Turniers, Arpad Šterbik war der sechstbeste Torhüter. Julen Aguinagalde wurde in das All-Star-Team gewählt, Raúl Entrerríos als wertvollster Spieler.                                     |
| 2018 | Kroatien                     | 16    | 01.   | Eduardo Gurbindo, Ángel Fernández, Valero Rivera, Raúl Entrerríos, Alex Dujshebaev, Daniel Sarmiento, Julen Aguinagalde, Joan Cañellas, Viran Morros, Gedeón Guardiola, Gonzalo Pérez de Vargas, Rodrigo Corrales, Ferrán Solé, David Balaguer, Adrià Figueras, Daniel Dujshebaev, Aitor Ariño, Iosu Goñi, Arpad Šterbik                       | Jordi Ribera                  | Spanien wurde 2018 zum ersten Mal Europameister. Alex Dujshebaev und Ferrán Solé wurden ins All-Star-Team gewählt. |
| 2020 | Norwegen Österreich Schweden | 24    | 01.   | Gonzalo Pérez de Vargas, Jorge Maqueda, Ángel Fernández, Raúl Entrerríos, Alex Dujshebaev, Daniel Sarmiento, Rodrigo Corrales, Julen Aguinagalde, Ferrán Solé, Adrià Figueras, Joan Cañellas, Viran Morros, Aleix Gómez, Aitor Ariño, Gedeón Guardiola, Daniel Dujshebaev, Iosu Goñi                                                           | Jordi Ribera                  | Spanien wurde zum zweiten Mal Europameister. Gonzalo Pérez de Vargas und Jorge Maqueda wurden in das All-Star-Team gewählt. Alex Dujshebaev war mit 36 Toren der siebtbeste Werfer des Turniers, Gonzalo Pérez de Vargas war der sechstbeste Torhüter. |
| 2022 | Ungarn Slowakei              | 24    | 02.   | Gonzalo Pérez de Vargas, Eduardo Gurbindo, Iñaki Peciña, Jorge Maqueda, Ángel Fernández, Daniel Sarmiento, Rodrigo Corrales, Ferrán Solé, Adrià Figueras, Joan Cañellas, Agustín Casado, Antonio García, Aleix Gómez, Aitor Ariño, Gedeón Guardiola, Ian Tarrafeta, Miguel Sánchez-Migallón, Kauldi Odriozola, Sergey Hernández, Chema Márquez | Jordi Ribera                  | Aleix Gómez wurde in das All-Star-Team der Europameisterschaft gewählt. Er wird mit 40 Treffern auf Platz 10 der Torschützenliste bei der Europameisterschaft geführt; die EHF-Mannschaftsstatistik Spaniens verzeichnet für ihn 41 Tore.              |
| 2024 | Deutschland                  | 24    | 13.   | Gonzalo Pérez de Vargas, Sergey Hernández, Ian Tarrafeta, Alex Dujshebaev, Imanol Garciandia, Jorge Maqueda, Joan Cañellas, Agustín Casado, Daniel Dujshebaev, Viran Morros, Aleix Gómez, Kauldi Odriozola, Daniel Fernández, Ángel Fernández, Miguel Sánchez-Migallón, Adrià Figueras, Iñaki Peciña, Abel Serdio                              | Jordi Ribera                  | siehe auch: Spanien bei der Europameisterschaft 2024 |
| 2026 | Dänemark Schweden Norwegen   | 24    |       | |                               | |

### Olympische Spiele
An elf der 14 olympischen Handballwettbewerben nahm eine spanische Nationalmannschaft teil.
| Jahr | Gastgeber   | Teams | Platz | Mannschaft | Trainer                       | Anmerkungen |
| ---- | ----------- | ----- | ----- | --- | ----------------------------- | --- |
| 1972 | München     | 16    | 15.   | José Taure, José Villamarín, Francisco López, Santos Labaca, José Perramón, Javier García, Juan Igartua, Juan Medina, Jesús Guerrero, Fernando de Andrés, Vicente Ortega, Juan Morera, Antonio Andreu, Miguel Cascallana, Pitiu Rochel, Rafael Velilla                                                               | Domingo Bárcenas              | – |
| 1980 | Moskau      | 12    | 05.   | Jesús Albisu, Vicente Calabuig, Juan de la Puente, Juan de Miguel, Francisco López, Gregorio López, Rafael López, Agustín Millán, Juan Muñoz, José Novoa, José Pagoaga, Eugenio Gispert, Juan Uría, Javier Cabanas                                                                                                   | Domingo Bárcenas              | Die Mannschaft trat unter der Olympiafahne an. |
| 1984 | Los Angeles | 12    | 08.   | Juan Muñoz, Juan de la Puente, Cecilio Alonso, José Novoa, Juan Uría, Agustín Milián, Julián Ruiz, Eugenio Serrano, Lorenzo Rico, Rafael López, Jaime Puig, Juan de Miguel, Javier Cabanas, Pedro García, Javier Reino                                                                                               | Juan de Dios Román            | – |
| 1988 | Seoul       | 12    | 09.   | Miguel Zúñiga, Javier Cabanas, Juan Muñoz, Juan de la Puente, Jesús Fernández, Ricardo Marín, Juan Uría, Julián Ruiz, Eugenio Serrano, Lorenzo Rico, Jaime Puig, Joan Sagalés | Juan de Dios Román            | – |
| 1992 | Barcelona   | 12    | 05.   | Jaume Fort, Javier Cabanas, Juan Muñoz, Ricardo Marín, Mateo Garralda, Iñaki Urdangarin, Enric Masip, Juan Alemany, Aitor Etxaburu, Lorenzo Rico, Luis García, Aleix Franch, Ángel Hermida, David Barrufet | Javier García                 | – |
| 1996 | Atlanta     | 12    | 03.   | Jaume Fort, Demetrio Lozano, Salvador Esquer, Rafael Guijosa, Raúl González, Iñaki Urdangarin, Jesús Olalla, Mateo Garralda, Talant Dujshebaev, Jordi Núñez, Alberto Urdiales, Aitor Etxaburu | Juan de Dios Román            | – |
| 2000 | Sydney      | 12    | 03.   | Andrei Xepkin, Rafael Guijosa, Enric Masip, Iñaki Urdangarin, Jesús Olalla, Talant Dujshebaev, Demetrio Lozano, Jordi Núñez, Alberto Urdiales, Juan Pérez, David Barrufet, Antonio Ortega | Juan de Dios Román            | – |
| 2004 | Athen       | 12    | 07.   | José Hombrados, Alberto Entrerríos, Xavier O’Callaghan, Mateo Garralda, Talant Dujshebaev, Demetrio Lozano, Fernando Hernández, Juan Pérez, Iker Romero, Rolando Uríos, Antonio Ortega, Ion Belaustegui, David Barrufet, Manuel Colón                                                                                | César Argilés                 | – |
| 2008 | Peking      | 12    | 03.   | José Hombrados, Alberto Entrerríos, Albert Rocas, Raúl Entrerríos, Rubén Garabaya, Carlos Prieto, Ion Belaustegui, Demetrio Lozano, David Davis, David Barrufet, Juanin García, Iker Romero, Cristian Malmagro, Víctor Tomás                                                                                         | Juan Carlos Pastor            | Mit 49 Treffern war Juanin García bester Torwerfer des Turniers. Albert Rocas wurde in das All-Star-Team gewählt. |
| 2012 | London      | 12    | 07.   | José Hombrados, Eduardo Gurbindo, Albert Rocas, Jorge Maqueda, Víctor Tomás, Raúl Entrerríos, Mikel Aguirrezabalaga, Daniel Sarmiento, Julen Aguinagalde, Cristian Ugalde, Arpad Šterbik, Joan Cañellas, Viran Morros, Gedeón Guardiola                                                                              | Valero Rivera, Manuel Montoya | Julen Aguinagalde wurde ins All-Star-Team gewählt. |
| 2021 | Tokio       | 12    | 03.   | Gonzalo Pérez de Vargas, Eduardo Gurbindo, Jorge Maqueda, Ángel Fernández, Raúl Entrerríos, Alex Dujshebaev, Daniel Sarmiento, Rodrigo Corrales, Ferrán Solé, Adrià Figueras, Viran Morros, Antonio García, Aleix Gómez, Gedeón Guardiola                                                                            | Jordi Ribera                  | Aleix Gómez war mit 44 Treffern der drittbeste Torwerfer. Er wurde in das All-Star-Team gewählt. |
| 2024 | Paris       | 12    | 03.   | Gonzalo Pérez de Vargas, Rodrigo Corrales, Álex Dujshebaev, Ian Tarrafeta, Jorge Maqueda, Imanol Garciandía, Agustín Casado, Daniel Dujshebaev, Aleix Gómez, Kauldi Odriozola, Miguel Sánchez-Migallón, Daniel Fernández, Abel Serdio, Javier Rodríguez; Ersatzkader: Sergey Hernández, Adrià Figueras, Petar Cikusa | Jordi Ribera                  | Aleix Gómez war mit 48 Toren der fünftbeste Torschütze im Turnier. Gonzalo Pérez de Vargas wurde der viertbeste, Rodrigo Corrales der fünftbeste Torhüter (Kriterium: Fangquote). Daniel Fernández wurde in das All-Star-Team gewählt. siehe auch: Spanien bei Olympia 2024 |

### B-Weltmeisterschaften

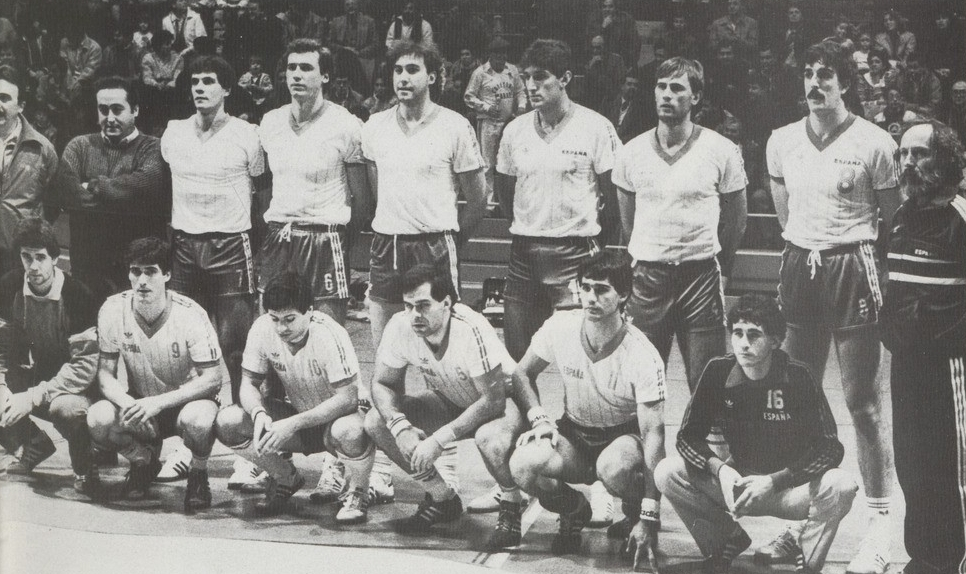
Die Auswahl bei der B-Weltmeisterschaft 1985.

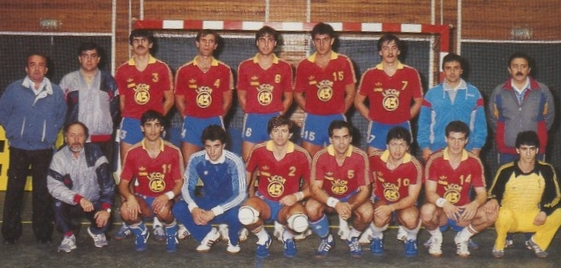
Die spanische Auswahl vor der B-Weltmeisterschaft 1989.

Die spanische Nationalmannschaft trat bei den B-Weltmeisterschaften in den Jahren
- 1977[210] (in Österreich, Platz 5),
- 1979[211] (in Spanien, Platz 1),
- 1981 (in Frankreich),
- 1983[212] (in den Niederlanden, Platz 6),
- 1985[213] (in Norwegen, Platz 6),
- 1987 (in Italien),

- 1989[214] (in Frankreich, Platz 4) sowie
- 1992 (in Österreich)

an.
Die von 1977 bis 1989 sowie 1992 ausgetragenen B-Weltmeisterschaften dienten als Qualifikationsturniere für die Weltmeisterschaft.

### Mittelmeerspiele
Bei den Mittelmeerspielen war Spaniens A-Auswahl 1967 in Tunesien, 1975 in Algerien, 1983 in Marokko, 1987 in Syrien, 2001 in Tunesien, 2005 in Spanien, 2018 wieder in Spanien sowie 2022 in Algerien dabei.

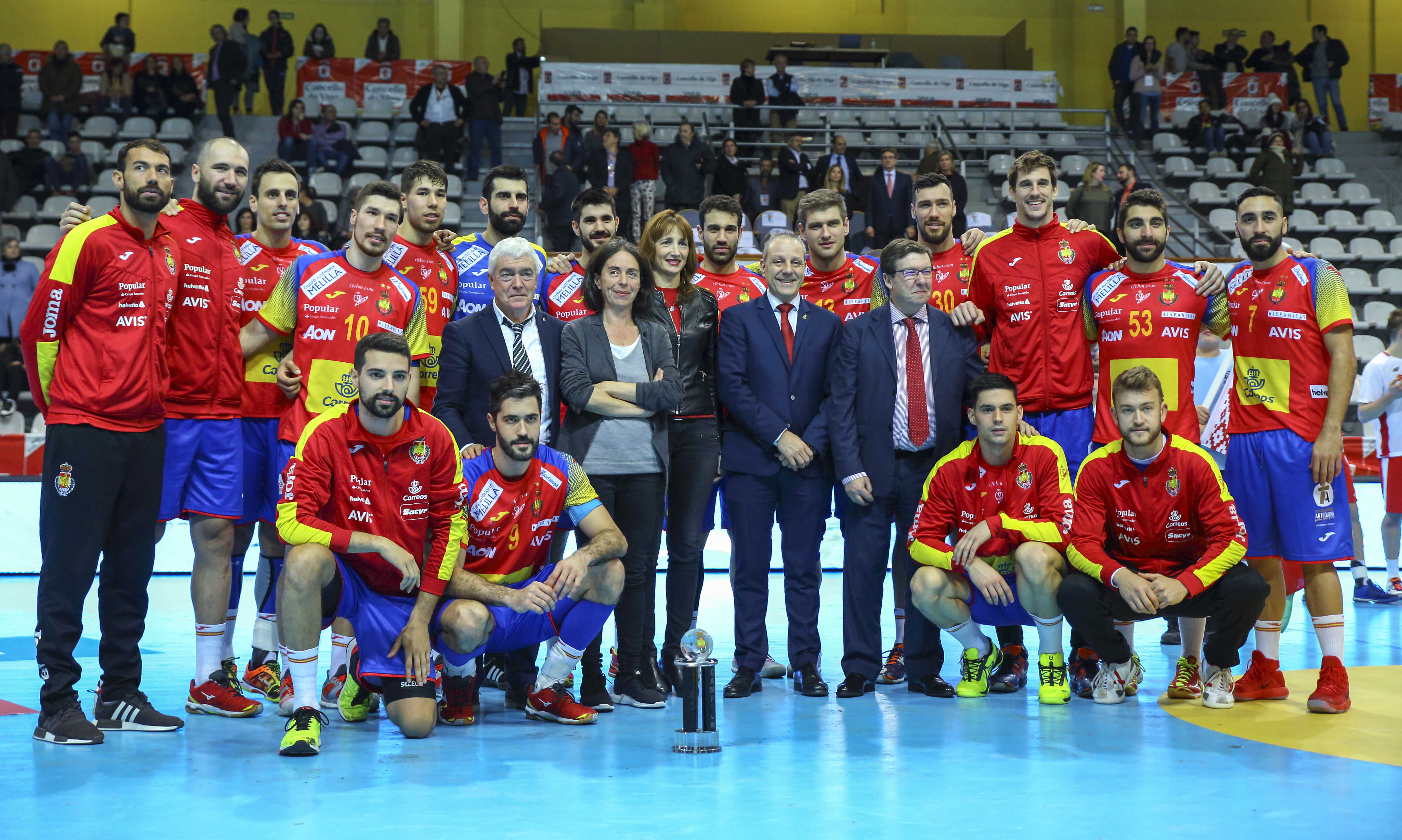
Die spanische Auswahl beim Torneo Internacional de España 2018

| Jahr | Gastgeber | Teams | Platz | Mannschaft | Trainer      | Anmerkungen |
| ---- | --------- | ----- | ----- | --- | ------------ | ----------- |
| 1967 | Tunesien  | ?     | ?     | ? | ?            |             |
| 1975 | Algerien  | ?     | ?     | ? | ?            |             |
| 1983 | Marokko   | ?     | ?     | ? | ?            |             |
| 1987 | Syrien    | ?     | ?     | ? | ?            |             |
| 2001 | Tunesien  | ?     | ?     | ? | ?            |             |
| 2005 | Spanien   | 10    | 01.   | Julen Aguinagalde, David Barrufet, Ion Belaustegui, David Davis, Raúl Entrerríos, Julio Fis, Rubén Garabaya, Juan García, Roberto García, Demetrio Lozano, Viran Morros, Mariano Ortega, Carlos Prieto, Albert Rocas, Chema Rodríguez, José Manuel Sierra               |              | –           |
| 2018 | Spanien   | 13    | 03.   | Nacho Biosca, Imanol Garciandia, Antonio Bazán, Ángel Montoro, Aleix Gómez, Aitor Ariño, Iosu Goñi, Arnau García, Iñaki Peciña, Álex Costoya, Adrià Figueras, Marc Cañellas, Daniel Dujshebaev, Ángel Fernández, Sergey Hernández, Kauldi Odriozola                     | Jordi Ribera | –           |
| 2022 | Algerien  | 10    | 01.   | Antonio Bazán, Daniel Fernández, Josep Folqués, Jaime Gallego, Imanol Garciandia, Sergey Hernández, Ander Izquierdo, Alberto Martín, Asier Nieto, Pol Valera, Ian Tarrafeta, José María Márquez, Miguel Martínez, Kauldi Odriozola, Roberto Rodríguez und Jorge Serrano | Jordi Ribera | –           |

### Torneo Internacional (Spanien)
Die RFEBM veranstaltet seit 1975 das Torneo Internacional de España (TIE) als Vier-Länder-Turnier in Spanien, das zumeist zur Vorbereitung auf das jeweils anstehende Turnier genutzt wird.

### World Cup (Schweden)
Fünf Mal nahm man am World Cup in Schweden teil:
- World Cup 1971: 8. Platz
- World Cup 1984: 7. Platz
- World Cup 1988: 7. Platz
- World Cup 1992: 3. Platz
- World Cup 2006: 7. Platz

### Supercup (Deutschland)
Am Supercup in Deutschland nahm Spanien sechsmal teil.
- Supercup 1991: 1. Platz
- Supercup 1995: 5. Platz
- Supercup 2001: 6. Platz
- Supercup 2003: 1. Platz
- Supercup 2005: 5. Platz
- Supercup 2011: 1. Platz

### Goodwill Games
An den Goodwill Games nahm Spanien 1990 (3. Platz) und 1994 (3. Platz) teil.

### Weitere Wettbewerbe
Spaniens Nationalmannschaft spielte auch bei zahlreichen weiteren Wettbewerben. Beispielhaft seien hier aufgeführt:
- bei der Copa Latina spielte Spanien in den Jahren 1957, 1960, 1962, 1963 und 1965.[5]
- Teilnahmen am Karpatenpokal gab es 1977 und 1980,[5]
- an der Golden League nahm Spanien in den Jahren 2019 und 2022 teil.[5]

## EHF-Rangliste
In der EHF-Rangliste ist Spanien nach der Weltmeisterschaft 2025 auf Platz 10 aufgeführt.
| Jahr:  | 2025 | 2024 | 2023 | 2016 | 2015 | 2014 | 2010 |
| ------ | ---- | ---- | ---- | ---- | ---- | ---- | ---- |
| Platz: | 10.  | 05.  | 03.  | 02.  | 02.  | 03.  | 09.  |

## Nachwuchsteams
Altersmäßig unterhalb der A-Nationalmannschaft sind die Juniorenauswahl und die Jugendauswahl angelegt.
Spanische Juniorennationalmannschaften gewannen die U-21-Weltmeisterschaft 2017 sowie die U-20-Europameisterschaften der Jahre 2012, 2016, 2022 und 2024.
Spanische Jugendmannschaften gewannen die U-19-Weltmeisterschaft 2023 sowie die U-18-Europameisterschaften in den Jahren 1994 und 2022.

## Feldhandball
Im Feldhandball, dem Vorläufer des Hallenhandballs, war die spanische Feldhandballnationalmannschaft aktiv.